# Wet Hot American Summer: First Day of Camp
WHAS: First Day of Camp (no Brasil, Mais Um Verão Americano: Primeiro Dia de Acampamento) é uma  websérie norte-americana de televisão de comédia satírica escrita por David Wain e Michael Showalter e dirigida por Wain. A série da Netflix terá 8 episódios que conta os acontecimentos anteriores ao filme Mais Um Verão Americano (cujo lançamento original foi em 2001). A série estreou na Netflix no dia 31 de julho de 2015.

## Elenco
- Janeane Garofalo como Beth
- David Hyde Pierce como Prof. Henry Newman
- Molly Shannon como Gail von Kleinenstein
- Paul Rudd como Andy
- Christopher Meloni como Gene
- Michael Showalter como Gerald "Coop" Cooperberg/Alan Shemper
- Marguerite Moreau como Katie
- Ken Marino como Victor Pulak
- Michael Ian Black como McKinley Dozen
- H. Jon Benjamin como Mitch / Protetor dos Vegetais
- Zak Orth como J.J.
- A. D. Miles como Gary
- Amy Poehler como Susie
- Bradley Cooper como Ben
- Marisa Ryan como Abby Bernstein
- Kevin Sussman como Steve
- Joe Lo Truglio como Neil
- Elizabeth Banks como Lindsay
- Judah Friedlander como Ron Von Kleinenstein
- Chris Pine[1] como uma figura misteriosa
- Jon Hamm[1] como um espião secreto
- Jason Schwartzman[1] como conselheiro masculino do acampamento
- Kristen Wiig[1] snobe conselheiro do acampamento Tigerclaw
- Michaela Watkins[1] como um menino mau de Nova Iorque
- John Slattery[1]
- Josh Charles[1] como um menino mau do acampamento rival
- Randall Park[1] como bibliotecário do acampamento apaixonado por Gail
- Jayma Mays[1]
- Lake Bell[1]
- Paul Scheer[1] como um jornalista
- Rob Huebel[1] como inimigo do Professor Newman
- Richard Schiff[1] como chefe do Professor Newman
- Michael Cera
- "Weird Al" Yankovic

## Produção
Wain sugeriu que poderia existir um prequel de Mais Um Verão Americano. O filme iria se passar naquele mesmo verão só que mais cedo, e a piada é que os atores que são velhos demais e fazendo papel de adolescentes, então agora eles estão fazendo papel de pessoas mai jovens sendo 20 anos mais velhos. A filme contaria com o elenco original. Em 20 de fevereiro de 2012, Paul Rudd mencionado à Jon Stewart no The Daily Show que de fato ele estava escrevendo um prequel.
Wain confirmou uma sequência, com a volta de todo o elenco original voltando.
Em maio de 2014, o site Variety informou que o prequel se tornaria em uma websérie de 10 episódios para o Netflix, com Showalter e Wain servindo como produtores executivos.